# Markustjärnen, Lappland
Markustjärnen är en sjö i Arvidsjaurs kommun i Lappland och ingår i Skellefteälvens huvudavrinningsområde. Sjön har en area på 0,0788 kvadratkilometer och ligger 472,4 meter över havet.

## Delavrinningsområde
Markustjärnen ingår i det delavrinningsområde (726372-165235) som SMHI kallar för Mynnar i Gallakbäcken. Medelhöjden är 466 meter över havet och ytan är 7,67 kvadratkilometer. Det finns inga avrinningsområden uppströms utan avrinningsområdet är högsta punkten. Brunmyrbäcken som avvattnar avrinningsområdet har biflödesordning 4, vilket innebär att vattnet flödar genom totalt 4 vattendrag innan det når havet efter 148 kilometer. Avrinningsområdet består mestadels av skog (52 procent) och sankmarker (45 procent). Avrinningsområdet har 0,14 kvadratkilometer vattenytor vilket ger det en sjöprocent på 1,8 procent.